# US Open Series
US Open Series – siedmiotygodniowy cykl dwunastu turniejów tenisowych w USA i Kanadzie zaliczanych również do cyklu ATP World Tour i WTA Tour rozgrywany od 2004 roku. Zwieńczeniem cyklu jest wielkoszlemowy turniej US Open.
W latach 2012–2016 seria nazywała się Emirates Airline US Open Series ze względu na grupę Emirates z linii lotniczych, która na dwa lata przed końcem kontraktu zrezygnowała z roli sponsora tytularnego cyklu. Od sezonu 2017 przestano używać systemu punktów i bonusów finansowych dla trójki najlepszych tenisistów i tenisistek.
Zawody męskie w Waszyngtonie nie były częścią cyklu w latach 2015–2018, a od 2018 turniej w Stanford rozgrywany jest w San Jose. W 2018 po raz ostatni odbył się turniej damski w New Haven.

## Turnieje
| Legenda                               |
| Wielki Szlem                          |
| ATP Tour Masters 1000 WTA Premier 5   |
| ATP Tour 500 WTA Premier              |
| ATP Tour 250 WTA International Series |

| Tydzień | Mężczyźni                        | Kobiety                          |
| 1.      | Atlanta Atlanta Open             |                                  |
| 2.      | Waszyngton Washington Open       | San Jose San Jose Classic        |
| 3.      | Toronto / Montreal Canadian Open | Toronto / Montreal Canadian Open |
| 4.      | Cincinnati Cincinnati Masters    | Cincinnati Cincinnati Masters    |
| 5.      | Winston-Salem Winston-Salem Open |                                  |
| 6-7.    | Nowy Jork US Open                | Nowy Jork US Open                |

## Punkty
| Runda       | ATP World Tour Masters 1000 WTA Premier 5 | ATP World Tour 250 WTA Premier |
| Zwycięstwo  | 100                                       | 70                             |
| Finał       | 70                                        | 45                             |
| Półfinał    | 45                                        | 25                             |
| Ćwierćfinał | 25                                        | 15                             |
| 1/8 finału  | 15                                        | 0                              |

## Premie
Najlepsi trzej tenisiści i najlepsze trzy tenisistki cyklu w zależności od występu w US Open dostają tzw. premie. Zwycięzcy cyklu w przypadku zwycięstwa w US Open dostają dodatkowy milion dolarów.
W 2005 roku Kim Clijsters została pierwszą zwyciężczynią serii, która triumfowała także w Nowym Jorku, pokonując w finale Mary Pierce 6:3, 6:1. Wygrana w wysokości 2,2 milionów dolarów (1,2 miliona dolarów za wygranie US Open i 1 milion dolarów bonusu dla zwycięzcy US Open Series) była najwyższą w historii tenisa (do 2007 roku). Kolejną zwyciężczynią zawodów US Open Series została Serena Williams – triumfatorka cyklu w latach 2013 i 2014.
Roger Federer, wygrywając US Open Series 2007 i US Open 2007, odebrał nagrodę w wysokości 2,4 milionów dolarów (1,4 miliona dolarów za wygranie US Open i 1 milion dolarów bonusu). W 2013 roku mistrzem ostatniego turnieju wielkoszlemowego w sezonie oraz poprzedzającego go cyklu został Rafael Nadal.
Od 2017 roku nie są już przyznawane premie finansowe dla trójki najlepszych tenisistów i tenisistek.
| US Open     | US Open Series | US Open Series | US Open Series |
| US Open     | 1. miejsce     | 2. miejsce     | 3. miejsce     |
| Zwycięstwo  | $1 000 000     | $500 000       | $250 000       |
| Finał       | $500 000       | $250 000       | $125 000       |
| Półfinał    | $250 000       | $125 000       | $62 500        |
| Ćwierćfinał | $125 000       | $62 500        | $31 250        |
| 4. runda    | $70 000        | $35 000        | $17 500        |
| 3. runda    | $40 000        | $20 000        | $10 000        |
| 2. runda    | $25 000        | $12 500        | $6250          |
| 1. runda    | $15 000        | $7500          | $3750          |

## Zwycięzcy
| Rok              | Mężczyźni                        | Kobiety                           |
| Wynik na US Open |                                  |                                   |
| 2017             | Brak punktów i premii finansowej | Brak punktów i premii finansowej  |
| 2016             | Kei Nishikori Półfinał           | Agnieszka Radwańska Czwarta runda |
| 2015             | Andy Murray Czwarta runda        | Karolína Plíšková Pierwsza runda  |
| 2014             | Milos Raonic Czwarta runda       | Serena Williams Zwycięstwo        |
| 2013             | Rafael Nadal Zwycięstwo          | Serena Williams Zwycięstwo        |
| 2012             | Novak Đoković Finał              | Petra Kvitová Czwarta runda       |
| 2011             | Mardy Fish Czwarta runda         | Serena Williams Finał             |
| 2010             | Andy Murray Trzecia runda        | Caroline Wozniacki Półfinał       |
| 2009             | Sam Querrey Trzecia runda        | Jelena Diemientjewa Druga runda   |
| 2008             | Rafael Nadal Półfinał            | Dinara Safina Półfinał            |
| 2007             | Roger Federer Zwycięstwo         | Marija Szarapowa Trzecia runda    |
| 2006             | Andy Roddick Finał               | Ana Ivanović Trzecia runda        |
| 2005             | Andy Roddick Pierwsza runda      | Kim Clijsters Zwycięstwo          |
| 2004             | Lleyton Hewitt Finał             | Lindsay Davenport Półfinał        |